# Лёгкие крейсера типа «Кливленд»
Лёгкие крейсера типа «Кливленд» — тип лёгких крейсеров флота США времён Второй мировой войны. Самая многочисленная серия крейсеров в истории. Первоначально заказано 30 единиц, затем заказ увеличился до 52. В итоге построили 27 крейсеров этого типа: «Кливленд» (CL-55 Cleveland), «Коламбия» (CL-56 Columbia), «Монтпелье» (CL-57 Montpelier), «Денвер» (CL-58 Denver), «Санта-Фе» (CL-60 Santa Fe), «Бирмингем» (CL-62 Birmingham), «Мобил» (CL-63 Mobile), «Винсенс» (CL-64 Vincennes), «Пасадена» (CL-65 Pasadena), «Спрингфилд» (CL-66 Springfield), «Топика» (CL-67 Topeka), «Билокси» (CL-80 Biloxi), «Хьюстон» (CL-81 Houston), «Провиденс» (CL-82 Providence), «Виксбург» (CL-86 Vicksburg), «Дулут» (CL-87 Duluth), «Майами» (CL-89 Miami), «Астория» (CL-90 Astoria), «Оклахома-Сити» (CL-91 Oklahoma City), «Литл-Рок» (CL-92 Little Rock), «Амстердам» (CL-101 Amsterdam), «Портсмут» (CL-102 Portsmouth), «Уилкс-Барре» (CL-103 Wilkes-Barre), «Атланта» (CL-104 Atlanta), «Дейтон» (CL-105 Dayton), «Манчестер» (CL-83 Manchester). «Галвестон» (CL −93 Galveston) был достроен лишь в 1958 году как ракетный крейсер CLG-3. Являлись развитием крейсеров типа «Бруклин». Такое большое количество объясняется не исключительными данными проекта, а решением, принятым в 1940 году командованием флота — для ускорения работ строить вариации уже существующих кораблей. Низкая остойчивость так и осталась «ахиллесовой пятой» этих крейсеров на все время их службы. Вероятно, именно это стало причиной весьма недолгой послевоенной службы. Почти все они пошли на слом в относительно молодом возрасте.
Ещё 2 единицы были достроены по проекту «Фарго». Кроме того ещё 9 единиц были достроены как лёгкие авианосцы типа «Индепенденс».

## История создания
В сентябре 1939 года началась война в Европе, все договорные ограничения отпали и, чтобы не терять времени, вместо нового проекта, решено было взять за основу проект крейсера «Хелена», усилив его тяжёлое зенитное вооружение. Большое количество построенных крейсеров отнюдь не является свидетельством высоких качеств конструкции, это была потребность, во время войны, в количестве единиц.

## Конструкция
Во многих справочных изданиях гуляют ошибочные, зачастую фантастические данные по этим крейсерам. Так, им приписывается наличие протяжённого пояса от первой до последний башни, двух броневых палуб 76,2 и 51 мм, 127 мм брони башен и 203 мм рубки: разумеется эти цифры не имеют никакого отношения к реальности. Ошибочна и дальность 14 000 миль на 15 узлах, реальная дальность составляла 8640 миль на том же ходу.
«Кливленды» имели гладкопалубный с седловатостью корпус, такой подход к проектированию корпусов с 1930-х годов стал характерной чертой американской кораблестроительной школы и применялся к кораблям самых разных классов — от эсминцев до линкоров типа «Айова». Корпус собирался по продольной схеме. По всей длине корпуса шло двойное дно, переходившее в двойной борт, доходивший в оконечностях до первой платформы.
Новые крейсера имели ту же самую длину, что и «Хелена», но ширина увеличивалась на 1,4 м, так как на стадии проектирования возникли серьёзные сомнения относительно остойчивости. Увеличение ширины, без соответствующего увеличения длины, должно было повлечь уменьшение скорости почти на узел при неизменном водоизмещении, по сравнению с 33,5 узлами, полученными «Хеленой» на испытаниях, но планировалось, что водоизмещение снизится до 9520 дл. тонн и они будут на 230 тонн легче чем «Хелена», а потеря составит не более 0,1 узла. Как и на «Сент-Луис» в первоначальном проекте было запланировано всего два турбогенератора, но мощностью по 600 кВт, и два дизель-генератора, общая мощность всех электро-генераторов, как и на «Хелене» должна была составить 2200 кВт, но в окончательном проекте 4 марта 1940 года крейсера получили четыре турбогенератора мощностью по 600 кВт и два дизель-генератора, которые имели мощность по 250 кВт.
При детальном проектировании, оценка массы силовой установки увеличилась с 1590 до примерно 1730 тонн и об уменьшении водоизмещения речь уже не шла.
На первых кораблях открытые мостики были установлены на крыше штурманской рубки, и были сохранены боевые рубки, на последующих кораблях для сокращения перегрузки боевые рубки не устанавливали. Характерной особенностью типа являлась отсутствие иллюминаторов, это было сделано для повышения живучести. Окончательно, контрактное стандартное водоизмещение составило 10 954 дл. тонны. Высота надводного борта при нормальном водоизмещении из-за перегрузки составляла 7,9 м в носу (против 9,45 м крейсера «Белфаст» и 8,2 м у «Бруклина») и только 5,6 м на миделе и целых 6,4 м в корме. Метацентрическая высота на испытаниях крейсера «Монтпелье» на стабильность в августе 1942 года составила 1,42 м при полной нагрузке (13 897 дл. т), крейсера «Винсенс» 1,49 м при 14 141 дл. тонне.
Машинная установка осталась четырёхвальным ТЗА мощностью 100 000 л. с. Первоначальный проект предусматривал установку турбин экономического хода и первые корабли серии их получили, что должно было обеспечить им дальность хода 11 000 миль на 15 узлах. Было высказано мнение, что крейсерские турбины не могут поддерживать высокую крейсерскую скорость военного времени и экономия от их использования была бы не большая. Более того, стратегические материалы и производственные мощности были ограничены и на последующих кораблях, начиная с CL 57, турбины экономического хода не устанавливались, а на ранее получивших их крейсерах эти турбины демонтировали. Расположение машин сохранилось как на CL49(USS St. Louis). Однако длина машинных отделений была увеличена по сравнению с «Бруклином», чтобы избавиться от тесноты. Главным минусом новой компоновки стали худшие условия обитаемости, поскольку силовая установка занимала больше пространства. Экипаж же по первоначальным подсчётам должен был возрасти до 980 человек, тогда как кубрики вмещали не более девятисот. В проекте предусматривалось, для компенсации верхней массы, возросшей по сравнению с «Сент-Луисом», изготовление надстроек из алюминиевых сплавов, но в условиях военного времени надстройки были вынуждены выполнить стальными, что привело к росту стандартного водоизмещения до 11 734 дл. тонн (практически столько же, сколько у «Судзуя» в бытность его тяжёлым крейсером и больше, чем когда тот был лёгким). Несмотря на желание сэкономить, по сравнению с «Хеленой», это не удалось, так «Манчестер» стоил 34 055 871 $.
Увеличившийся по сравнению с «Бруклинами», почти в полтора раза, экипаж страдал от ухудшившейся обитаемости. «Кливленды» стали нелюбимыми крейсерами. Это проблему решили только на типе Фарго: там не только вместо половины ангара сделали дополнительные кубрики, но и сократили экипаж до 992 человек.

### Вооружение
Двенадцать 152-мм орудий Мк. 16 размещались в четырёх трёхорудийных башнях. Орудия 152-мм/47 Мк. 16 снабжались четырьмя типами снарядов: бронебойным, полубронебойным (common) и двумя типами фугасных (с дистанционной трубкой и мгновенного действия). Полубронебойные несли 2,3 % ВВ, фугасные 13 %. Масса всех типов снарядов 46,7 кг, заряда 14,5, латунной гильзы 12,8. Начальная скорость всех снарядов 812 м/с, максимальная дальность 21 473 м. Позже для Мк. 16 был создан «сверхтяжёлый» бронебойный снаряд весом 59 кг (заряд 0,9 кг или 1,53 %). Диапазон углов, при котором осуществлялось заряжание был от −5 до 20°. При угле возвышения больше 20° скорострельность падала с восьми до пяти выстрелов в минуту, из-за этого орудия нельзя было использовать в качестве зенитных. Орудия имели индивидуальные люльки, но привод вертикального наведения был общим. Хотя орудия могли подыматься выше, амбразуры ограничивали угол возвышения 41°. Башни получились очень тесными, с расстоянием между осями орудий 1,4 м, это приводило к увеличению рассеивания снарядов в залпе.
Первые «Кливленды», как и «Хелена» (CL-50 Helena), несли новые 127/38 универсальные орудия в шести спаренных установках Мк.32 mod 0. На тот момент двенадцать универсальных орудий считались минимумом для борьбы с высотными бомбардировщиками, но эти двухорудийные установки выпускали только на 60 % больше снарядов на установку, чем одноорудийные 127/25 «Бруклина». Расположение пушек повторяло проект крейсеров типа «Балтимор», за небольшим отличием, две башни размещённые в диаметральной плоскости не могли стрелять над носовой и кормовой группами артиллерии главного калибра.

#### Зенитные автоматы
Лёгкое зенитное вооружение первоначально ограничивалось 12,7-мм пулемётами, согласно уточнённого проекта крейсера должны были нести четыре счетверённых 28 мм автомата и 200-тонный балласт для сохранения остойчивости, но проектное вооружение не получил ни один крейсер потому, что ещё до ввода в строй первого крейсера ненадёжные 28-мм автоматы заменили на спаренные 40-мм «бофорсы».
Первые крейсера получили 4×2 «Бофорса» (спаренные бофорсы весили немногим больше чем «чикагское пианино»). На следующих крейсерах количество «бофорсов» только увеличивалось: CL57, 58, 60, 64-68, 81, 80 имели 4×4, 4×2, CL62 и 63 4×4, 6×2, CL106 и 107 6×4, 2×2, количество «эрликонов» было различно от 13 до 21. Остальные крейсера получили стандартное вооружение 4×4 и 6×2 «бофорсов» и 10 «эрликонов». Увеличение численности команды повлекло за собой ухудшение бытовых условий.

### Бронирование
Общая масса брони составила 1568 тонн — 13,18 % стандартного водоизмещения (на «Бруклине» 1798 тонн — 18,54 %), для сравнения, для типа «Раймондо Монтекуколли» этот показатель составлял 1376 тонн или 18,3 %, а на «картонных крейсерах» он был 11,3 — 11,5 % от стандартного водоизмещения. Бронирование крейсеров представляло собой «коробчатую», прикрывавшую только жизненно важные части корабля бронезащиту. Бронирование в целом повторяло «Бруклин», но вертикальное бронирование было значительно ослаблено, так высота короткого главного пояса (длиной не более 56 м) была уменьшена с 4,2 м до 2,7 м при той же толщине (127 мм) и длине, боковые стенки башен с 76 мм до 32, кормовые с 38 до 32 мм. Горизонтальное бронирование оставлено без изменений. По верхней кромке поясов шла палуба 80-фунтовой стали толщиной 49,8 мм, (в районе двойного борта имела толщину 43,6 мм (70#)), палуба не была полной, в оконечностях и в районе кормовых башен броневой палубы не было. Зона свободного маневрирования для 49 кг снарядов с начальной скоростью 853 м/с составляла при курсовом угле 90° 47 — 108 каб. Против 203 мм (152 кг) снарядов американских тяжёлых крейсеров зона свободного маневрирования отсутствовала. Носовой погреб защищал узкий подводный пояс толщиной 51 мм. Траверзы: носовой — 92,25 мм и кормовой — 127 мм. Усилили лишь защиту кормовых погребов (толщина внутренней продольной переборки 120 — 76 мм). Барбеты башен имели толщину 152 мм, они же являлись снарядными погребами. К зарядным погребам шли 76-мм податочные трубы. Кормовой зарядный погреб был прикрыт коробом с 120 мм боковыми стенками с внешнем траверсом 92,25 мм и 120-76 мм внутренним траверсом и 51 мм крышей. Конструктивная противоторпедная защита отсутствовала.

### Энергетическая установка
Силовая установка — паротурбинная четырёхвальная. Все корабли типа в качестве главных механизмов имели четыре высоконапорных котла «Бабкок и Уилкокс» (англ. Babcock & Wilcox), снабжавших паром 4 турбозубчатых агрегата «Дженерал Электрик» (GE), общей мощностью 100 000 л. с. Котлы с параметрами пара (давление — 43,7 кг/см² (634 psi), температура — 454,4°С (850 °F)), должна была обеспечить ход 32,5 узла. Силовая установка — эшелонного типа, такой тип размещения установки, после инцидента с британским эскадренным миноносцем «Хантер», применялся в США к кораблям самых разных классов — от эсминцев до линкоров. Реальная масса энергетических установок крейсеров этого типа составила 1839—1959 дл. т и её удельный вес был очень велик — 18,7-19,9 кг/л. с., больше не только чем на любом современном иностранном крейсере, но и больше чем на «Бруклине» (17,9 кг/л. с.).
Хотя в возможности достижения проектной скорости были сомнения, предполагалось, что эти крейсера, как и «Бруклины», превысят проектную скорость, но здесь конструкторов ждало жестокое разочарование. Зато с манёвренностью всё было в порядке.
Крейсера не развивали проектной скорости, несмотря на превышение проектной мощности, так на испытаниях CL-80 развил скорость 31,93 узла при мощности 103 505 л. с. и водоизмещении 14 000 тонн. Скорость большинства крейсеров во время службы не превышала 30 узлов.
Полный запас топлива по сравнению с «бруклинами» уменьшился и составлял 1504—2100 дл. тонн. Реальная дальность возрастала незначительно и составила у лучших экономов 8640 миль на ходу 15 узлов.
Снабжение электроэнергией осуществляли четыре турбогенератора мощностью по 600 кВт. Помимо них, имелись два дизель-генератора мощностью по 250 кВт.

## Модернизации
Ставилось дополнительное радиолокационные оборудование. Снимались «эрликоны», ставились дополнительные «бофорсы». Наиболее распространённым вооружением к маю 1944 года стало следующее: 4×4 и 6×2 «бофорса» и 10 «эрликонов».
Ближе к концу войны с крейсеров для снижения перегрузки снимали одну из катапульт и дальномеры с башен № 1 и № 4, но эти меры оказались каплей в море, так же была ослаблена противоосколочная защита постов. Крейсера, конечно же, не опрокидывались на службе, но вот резерва для модернизаций совершенно не оставалось.
В конце мая 1943 года, в результате боевого опыта, на всех крейсерах этого типа было установлено два независимых аварийных дизель-генератора мощностью по 60 кВт .

## Оценка проекта
Крейсера типа «Кливленд» получились недостаточно сильными по меркам ВМС США. Сказалась ускоренная разработка военного времени, подчинённая лишь двум главным требованиям — сделать корабли быстрее и мощнее предшественников. В итоге «кливленды» получились несбалансированными — наступательные качества крейсеров считались приоритетнее оборонительных. Несмотря на спешность постройки из-за нужды закрыть новыми кораблями определённую функциональную нишу, крейсера в реалиях новой войны были вынуждены регулярно участвовать не в тех видах боёв, под которые проектировались.
Лёгкое зенитное вооружение было относительно недостаточным, его было в два раза меньше чем у «Балтиморов», которые были крупнее всего на 2000 тонн, и на шесть стволов меньше, чем у почти два раза уступающих по водоизмещению лёгких крейсеров типа «Атланта».
Крейсера типа «Кливленд» имели один специфический недостаток, который другие флоты оставили ещё в броненосной эпохе: главное вооружение составляли пушки двух относительно близких калибров (127-мм и 152-мм), что затрудняло пристрелку на средних и больших дистанциях по одной цели. Историк и эксперт ВМФ Норман Фридман по этому поводу писал, что многие специалисты считали наличие двух близких калибров недостатком, хотя также указывал, что, во-первых, масса данных снарядов отличалась в два раза, а, во-вторых универсальных орудий дальнего рубежа защиты ПВО меньшего калибра (100…113-мм) на флоте США не было.
Бронирование крейсеров типа «Кливленд» было ослаблено по сравнению с крейсерами-прототипами. Лишившись огневой мощи «Бруклинов», они не стали надёжным зенитным щитом для авианосцев. Кроме того, «кливленды» имели очень большую строительную перегрузку.
Модернизационный потенциал «Кливлендов» оказался небольшим, и поэтому они пошли на слом раньше своих «старших братьев».
Защита в пределах силовой установки была хуже, чем у крейсеров типа «Бруклин», но её можно было считать достаточной, в то время как незащищённые носовая и кормовая оконечности (длиной 75 и 55 м соответственно) могли привести к гибели корабля в случае подводных пробоин даже при условии, что корабль мог находиться в зоне свободного маневрирования и броня не была пробита. Схема защиты «всё или ничего» предназначалась для боёв на больших дистанциях, в которых участвовать крейсерам не довелось. По опыту боевых действий выявилось, что незащищённые оконечности поражались даже снарядами эсминцев, что приводило к обширным затоплениям. Наличие поперечных водонепроницаемых переборок помогало мало, так как они тоже пробивались достаточно легко.
«Кливленды» плохо проявили себя и как крейсера ПВО. Именно крейсер типа «Кливленд» не смог уберечь охраняемый им авианосец «Princeton» от единственного японского самолёта.
Экипаж на крейсерах данного типа был огромным (1425 человек) — в два раза больше, чем на лёгких крейсерах типа «атлантах» и столько же, как на гораздо более мощных тяжёлых крейсерах типа «Балтимор». В результате командование американского флота ценило «Кливленды» крайне невысоко. В 1947 году эти новые крейсера (некоторым не было и двух лет) были выведены в резерв, а в 1959-60 годах отправлены на слом.
За время Второй мировой войны ни один крейсер типа «Кливленд» не был уничтожен в бою.

## Служба
| Название        | Название            | фирма-строитель       | заложен          | спущен           | вошёл в строй    | Примечания                               |
| --------------- | ------------------- | --------------------- | ---------------- | ---------------- | ---------------- | ---------------------------------------- |
| «Кливленд»      | CL-55 Cleveland     | New York Shipbuilding | 1 июля 1940      | 1 ноября 1941    | 15 июня 1942     |                                          |
| «Коламбия»      | CL-56 Columbia      | New York Shipbuilding | 19 августа 1940  | 17 декабря 1941  | 29 июня 1942     |                                          |
| «Монтпилиер»    | CL-57 Montpelier    | New York Shipbuilding | 2 декабря 1940   | 12 февраля 1942  | 9 сентября 1942  |                                          |
| «Денвер»        | CL-58 Denver        | New York Shipbuilding | 26 декабря 1940  | 4 апреля 1942    | 15 октября 1942  |                                          |
| «Амстердам»     | CL-59 Amsterdam     | New York Shipbuilding | 1 мая 1941       | 22 августа 1942  | -                | достроен как авианосец «Индепенденс»     |
| «Санта-Фе»      | CL-60 Santa Fe      | New York Shipbuilding | 7 июня 1941      | 10 июня 1942     | 24 ноября 1942   |                                          |
| «Таллахасси»    | CL-61 Tallahassee   | New York Shipbuilding | 2 июня 1941      | —                | —                | достроен как авианосец «Принстон»        |
| «Бирмингем»     | CL-62 Birmingham    | Newport News          | 17 февраля 1941  | 20 марта 1942    | 29 января 1943   |                                          |
| «Мобил»         | CL-63 Mobile        | Newport News          | 14 апреля 1941   | 15 мая 1942      | 24 марта 1943    |                                          |
| «Винсенс»       | CL-64 Vincennes     | Bethlehem             | 7 марта 1942     | 17 июля 1943     | 21 января 1944   | заложен под названием Flint              |
| «Пасадена»      | CL-65 Pasadena      | Bethlehem             | 6 февраля 1943   | 28 декабря 1943  | 8 июня 1944      |                                          |
| «Спрингфилд»    | CL-66 Springfield   | Bethlehem             | 13 февраля 1943  | 9 марта 1944     | 9 сентября 1944  |                                          |
| «Топика»        | CL-67 Topeka        | Bethlehem             | 21 апреля 1943   | 19 августа 1944  | 23 декабря 1944  |                                          |
| «Нью Хэвен»     | CL-76 New Haven     | New York Shipbuilding | 11 августа 1941  | —                | —                | достроен как авианосец «Белло Вуд»       |
| «Хантингтон»    | CL-77 Huntington    | New York Shipbuilding | 17 декабря 1941  | —                | —                | достроен как авианосец «Каупенс»         |
| «Дейтон»        | CL-78 Dayton        | New York Shipbuilding | 29 декабря 1941  | —                | —                | достроен как авианосец «Монтерей»        |
| «Вилмингтон»    | CL-79 Wilmington    | New York Shipbuilding | 13 марта 1942    | —                | —                | достроен как авианосец «Кэбот»           |
| «Билокси»       | CL-80 Biloxi        | Newport News          | 9 июля 1941      | 23 февраля 1943  | 31 августа 1943  |                                          |
| «Хьюстон»       | CL-81 Houston       | Newport News          | 4 августа 1941   | 19 июня 1943     | 20 декабря 1943  | заложен под названием Vicksburg          |
| «Провиденс»     | CL-82 Providence    | Bethlehem             | 27 июля 1943     | 28 декабря 1944  | 15 мая 1945      |                                          |
| «Манчестер»     | CL-83 Manchester    | Bethlehem             | 25 сентября 1944 | 5 марта 1945     | 29 октября 1946  |                                          |
| без имени       | CL-84               | Federal               | —                | —                | —                | строительство отменено                   |
| «Фарго»         | CL-85 Fargo         | New York Shipbuilding | 11 апреля 1942   | —                | —                | достроен как авианосец «Лэнгли»          |
| «Виксбург»      | CL-86 Vicksburg     | Newport News          | 26 октября 1942  | 14 декабря 1943  | 12 июня 1944     | заложен под названием Cheyenne           |
| «Дулут»         | CL-87 Duluth        | Newport News          | 9 ноября 1942    | 3 января 1944    | 18 сентября 1944 |                                          |
| без имени       | CL-88               | Federal, Kearny       | —                | —                | —                | строительство отменено                   |
| «Майами»        | CL-89 Miami         | Cramp                 | 2 августа 1941   | 8 декабря 1942   | 28 декабря 1943  |                                          |
| «Астория»       | CL-90 Astoria       | Cramp                 | 6 сентября 1941  | 6 марта 1943     | 17 мая 1944      | заложен под названием Wilkes-Barre       |
| «Оклахома-Сити» | CL-91 Oklahoma City | Cramp                 | 8 декабря 1942   | 20 февраля 1944  | 22 декабря 1944  |                                          |
| «Литл-Рок»      | CL-92 Little Rock   | Cramp                 | 6 марта 1943     | 27 августа 1944  | 17 июня 1945     | корабль-музей                            |
| «Галвестон»     | CL-93 Galveston     | Cramp                 | 20 февраля 1944  | 22 апреля 1945   | 28 мая 1958      | вошёл в строй как ракетный крейсер CLG-3 |
| «Янгстаун»      | CL-94 Youngstown    | Cramp                 | 4 сентября 1944  | —                | —                | строительство отменено                   |
| «Баффало»       | CL-99 Buffalo       | New York Shipbuilding | 31 августа 1942  | —                | —                | достроен как авианосец «Батаан»          |
| «Ньюарк»        | CL-100 Newark       | New York Shipbuilding | 26 октября 1942  | —                | —                | достроен как авианосец «Сан-Хасинто»     |
| «Амстердам»     | CL-101 Amsterdam    | Newport News          | 3 марта 1943     | 25 апреля 1944   | 8 января 1945    |                                          |
| «Портсмут»      | CL-102 Portsmouth   | Newport News          | 28 июня 1943     | 20 сентября 1944 | 25 июня 1945     |                                          |
| «Уилкс-Барре»   | CL-103 Wilkes-Barre | New York Shipbuilding | 14 декабря 1942  | 24 декабря 1943  | 1 июля 1944      |                                          |
| «Атланта»       | CL-104 Atlanta      | New York Shipbuilding | 25 января 1943   | 6 февраля 1944   | 3 декабря 1944   |                                          |
| «Дейтон»        | CL-105 Dayton       | New York Shipbuilding | 8 марта 1943     | 19 марта 1944    | 7 января 1945    |                                          |